# A Vineyard Valentine
A Vineyard Valentine es el 124° episodio de la serie de televisión norteamericana Gilmore Girls.

## Resumen del episodio
Lorelai se sorprende cuando los miembros de la orquesta que iba a tocar en su boda aparecen en el Dragonfly, ya que no estaban enterados de esta se había pospuesto. 
Logan le propone a Rory pasar el Día de San Valentín en la casa de Martha's Vineyard de sus padres, y ella acepta. Además, Logan le dice que si desea puede invitar a su madre y a Luke, y así lo hacen. De esta manera, las dos chicas Gilmore y sus respectivos novios pasan todo el fin de semana en Martha's Vineyard, sin embargo las cosas no van muy bien, debido a que Luke tiene una actitud muy fría hacia Logan, algo que Lorelai no ha dejado de notar. Aunque cuando se da cuenta de que no le ha comprado un regalo por San Valentín a Lorelai, Luke cambia de actitud cuando Logan le da uno de los regalos que él tenía para Rory y que ahora será para Lorelai. Cuando Lorelai le dice a Luke que ella teme que la boda no se realizará, él asegura que sí se casarán. 
El padre de Logan, Mitchum, aparece de repente en la casa y le dice a su hijo que debía haberse ido ese fin de semana a una reunión, y que pasará tras graduarse un año Londres. 
Lorelai recibe varias llamadas en las que le dan sus mejores deseos por su compromiso, pues la fecha apareció con su foto en el periódico.

## Error
- Lorelai le dice a Rory que la última vez que la vio usando un delantal fue cuando vio "The Sound of Music", sin embargo la última vez fue en la temporada 1, cuando le cocinó a Dean (en el episodio That damn Donna Reed).
- Rory le dice a Lorelai que el comedor tiene capacidad para 20 personas, sin embargo se ve que solo tiene capacidad para 10.

- Datos: Q11679618